# Adeuomphalus ammoniformis
Adeuomphalus ammoniformis é uma espécie de molusco pertencente à família Seguenzioidea.
A autoridade científica da espécie é Seguenza, tendo sido descrita no ano de 1876.
Trata-se de uma espécie presente no território português, incluindo a zona económica exclusiva.